# Zbigniew Kaznowski
Zbigniew Kaznowski (ur. 1 stycznia 1927 we Lwowie, zm. 24 września 2001 we Wrocławiu) – polski ksiądz katolicki, kapelan honorowy, magister teologii, biblista, tłumacz.

## Życiorys

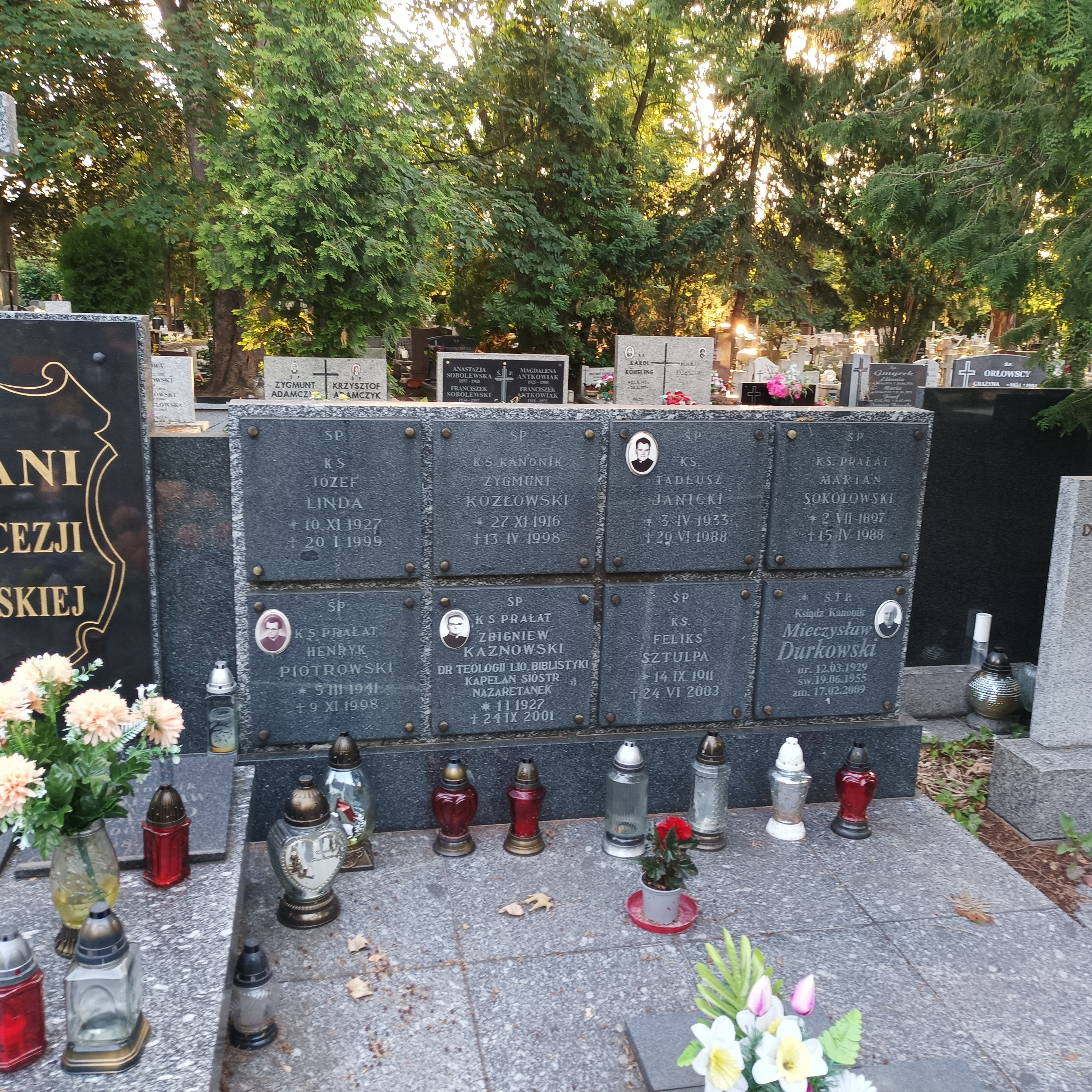
Grób ks. Zbigniewa Kaznowskiego na Cmentarzu św. Wawrzyńca we Wrocławiu

Był najmłodszym synem Erazma i Apolonii (z d. Nycz).
25 czerwca 1950 r. w kościele oo. Bernardynów w Kalwarii Zebrzydowskiej przyjął z rąk ks. abpa Eugeniusza Baziaka święcenia kapłańskie.
Był zastępcą profesora Papieskiego Wydziału Teologicznego we Wrocławiu, wykładowcą w Metropolitalnym Wyższym Seminarium Duchownym i na Papieskim Wydziale Teologicznym.
Zmarł 24 września 2001 r. we Wrocławiu. Jego doczesne  szczątki zostały pochowane na cmentarzu św. Wawrzyńca przy ul. Bujwida.

## Tłumaczenia
W Biblii Tysiąclecia przetłumaczył Księgę Amosa, opatrzył ją wstępem i komentarzem. W Biblii poznańskiej przetłumaczył dwie księgi: 1 Samuela i 2 Samuela, opatrzył je wstępem i komentarzem.